# Inégalité de Poincaré
En mathématiques, l'inégalité de Poincaré (du nom du mathématicien français Henri Poincaré) est un résultat de la théorie des espaces de Sobolev.
Cette inégalité permet de borner une fonction à partir d'une estimation sur ses dérivées et de la géométrie de son domaine de définition. Ces estimations sont d'une grande importance pour la méthode moderne directe du calcul des variations. Un résultat voisin est l'inégalité de Friedrichs (en).

## L'inégalité de Poincaré classique
Soit p, tel que 1 ≤ p < ∞ et Ω un ouvert de largeur finie (borné dans une direction). Alors il existe une constante C, dépendant uniquement de Ω et p, telle que, pour toute fonction u de l'espace de Sobolev W01,p(Ω),
{\displaystyle \|u\|_{\mathrm {L} ^{p}(\Omega )}\leq C\|\nabla u\|_{\mathrm {L} ^{p}(\Omega )}.}

## L'inégalité de Poincaré-Wirtinger
Soient p, tel que 1 ≤ p ≤ ∞ et Ω un domaine (en) (c'est-à-dire un ouvert connexe) lipschitzien (c'est-à-dire borné et  « à frontière lipschitzienne ») de l'espace euclidien Rn. Alors il existe une constante C, dépendant uniquement de Ω et p, telle que, pour toute fonction u de l'espace de Sobolev W1,p(Ω),
{\displaystyle \|u-u_{\Omega }\|_{\mathrm {L} ^{p}(\Omega )}\leq C\|\nabla u\|_{\mathrm {L} ^{p}(\Omega )},}
où 
{\displaystyle u_{\Omega }={\frac {1}{|\Omega |}}\int _{\Omega }u(y)\,\mathrm {d} y}
est la valeur moyenne de u sur Ω, le nombre |Ω| désignant la mesure de Lebesgue du domaine Ω.

## Généralisations
L'inégalité de Poincaré peut se généraliser à d'autres espaces de Sobolev. Par exemple, l'inégalité de Poincaré suivante est associée à l'espace de Sobolev H1/2(T2), c.-à-d. l'espace des fonctions u de l'espace L2 du tore unitaire T2 dont la transformée de Fourier la fonction {\displaystyle {\hat {u}}} satisfait
{\displaystyle [u]_{H^{1/2}(\mathbf {T} ^{2})}^{2}=\sum _{k\in \mathbf {Z} ^{2}}|k|{\big |}{\hat {u}}(k){\big |}^{2}<+\infty }.
Il existe une constante C telle que, pour toute fonction u ∈ H1/2(T2) nulle sur un ouvert E de T2,
{\displaystyle \int _{\mathbf {T} ^{2}}|u(x)|^{2}\,\mathrm {d} x\leq C\left(1+{\frac {1}{\mathrm {cap} (E\times \{0\})}}\right)[u]_{H^{1/2}(\mathbf {T} ^{2})}^{2},}
où cap(E × {0}) représente la capacité harmonique (en) de E × {0} vu comme sous-ensemble de R3.

## Constante de Poincaré
La constante optimale C dans l'inégalité de Poincaré est parfois appelée constante de Poincaré du domaine Ω. En général, déterminer la constante de Poincaré est une tâche très difficile qui dépend de la valeur de p et de la géométrie du domaine Ω. Dans certains cas des bornes peuvent être données. Par exemple, si Ω est un domaine lipschitzien convexe de diamètre d, alors la constante de Poincaré vaut au plus d/2 pour p = 1, d/π pour p = 2.
Cependant il est possible de déterminer concrètement la constante C pour certains cas particuliers. Par exemple, pour p = 2, en dimension 2, il est bien connu que sur le domaine du triangle isocèle rectangle unitaire, C = 1/π ( < d/π où d = √2).